# Medin Kojić
Medin Kojić (* 9. Dezember 2005 in Dortmund) ist ein deutsch-bosnischer Fußballspieler.

## Karriere
Der gebürtige Dortmunder wechselte im Sommer 2021 vom Hombrucher SV 09/72 aus dem Stadtteil Hombruch in das Nachwuchsleistungszentrum des SC Paderborn 07. Für seinen Verein bestritt er 13 Spiele in der B-Junioren-Bundesliga West und 20 Spiele in der A-Junioren-Bundesliga West, bei denen ihm insgesamt fünf Tore gelangen. Ab Februar 2023 kam er auch zu seinen ersten Einsätzen im Seniorenbereich für die zweite Mannschaft in der Oberliga Westfalen und er kam dort auch zu seinem ersten Profieinsatz in der 2. Bundesliga, als er am 3. März 2023, dem 23. Spieltag, bei der 1:2-Heimniederlage gegen den FC St. Pauli in der 84. Spielminute für Richmond Tachie eingewechselt wurde.

## Erfolge
- Aufstieg in die Regionalliga West: 2023 (SC Paderborn 07 II)